# Kari Tikka

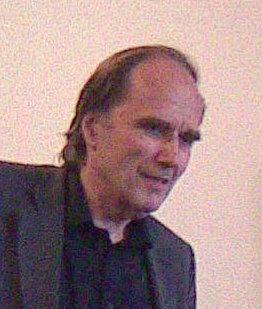
Kari Tikka

Kari Juhani Tikka (* 13. April 1946 in Siilinjärvi; † 17. Oktober 2022) war ein finnischer Komponist, Dirigent, Oboist und Librettist.

## Leben
Er studierte in Helsinki, Sankt Petersburg und Rom Oboe, Dirigieren und Komposition – u. a. bei Joonas Kokkonen und Einojuhani Rautavaara – und war danach zunächst Oboist.
Von 1970 bis 1972 war er Dirigent an der Finnischen Nationaloper. Danach war er von 1972 bis 1976 Dirigent des Finnischen Radio-Sinfonieorchesters. Zusätzlich dirigierte er von 1974 bis 1976 an der Stockholmer Oper. In dieser Zeit komponierte er das Gnadenlied (Armolaulu), welches in mehr als zehn Sprachen übertragen wurde. Ab 1979 dirigierte er wieder an der Finnischen Nationaloper.
1986 gründete er das Symphonieorchester Vivo, das er bis 1996 leitete.
1995 wurde seine Oper Frieda uraufgeführt, 2000 Luther. In die Oper Luther fügte er sein Gnadenlied ein. Sie wurde auch verfilmt und war somit die erste finnische Oper, die auf DVD erschien.
Von 2005 bis 2011 war er künstlerischer Leiter des Urkuyö ja aaria - Festival (übersetzt: Orgel- und Arien-Festival).
Unter Tikkas Kompositionen sind Kirchenmusiken, Opern, Chor-Werke, über 150 Lieder und Kammermusiken zu finden. Seine Werke verwenden meist geistliche Texte. Sein wohl bekanntestes Werk ist das Gnadenlied.

## Werke
- Frieda (1995)
- Luther (2000)
- Armolaulu (Gnadenlied, 1976)[8]